# Chapelle de l’ancien orphelinat Sainte-Marthe
Pour les articles homonymes, voir Chapelle de l’ancien orphelinat Sainte-Marthe.
La chapelle de l’ancien orphelinat Sainte-Marthe est un ancien édifice religieux situé dans la commune de Darnétal, dans l’agglomération de Rouen en Normandie. Érigée non loin de l'église Saint-Pierre de Carville, cette chapelle, autrefois intégrée à un orphelinat, est tout ce qu'il reste de ce bâtiment.

## Histoire
L'ancien orphelinat Sainte-Marthe est situé au 43 rue Saint-Pierre.

Pendant la Première Guerre mondiale, l'orphelinat est transformé en hôpital bénévole n° 30 bis,, contribuant à l'effort de guerre en soignant des blessés. Son importance historique est maintenue dans la mémoire collective locale notamment grâce à une plaque commémorative.

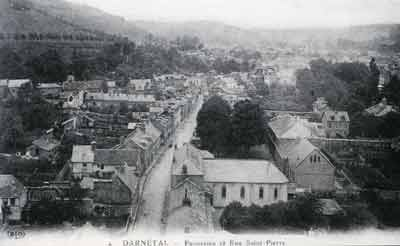
Carte postale de la rue Saint-Pierre à Darnétal

Cet hôpital de 30 lits est agréé le 10 août 1914 et commence à fonctionner le 12 septembre de la même année, radié le 12 janvier 1916 puis arrêté le 14 janvier 1916.

### Bertrand Francis Delacôte
Le 4 février 1915, Bertrand Francis Delacôte, un jeune Poilu de 21 ans, originaire de Le Trait, décède, suscitant une mobilisation significative de la part de la communauté. Bien qu’il soit peu connu, son décès est l’occasion de rendre hommage à tous les soldats qui avaient combattu dans l'anonymat.

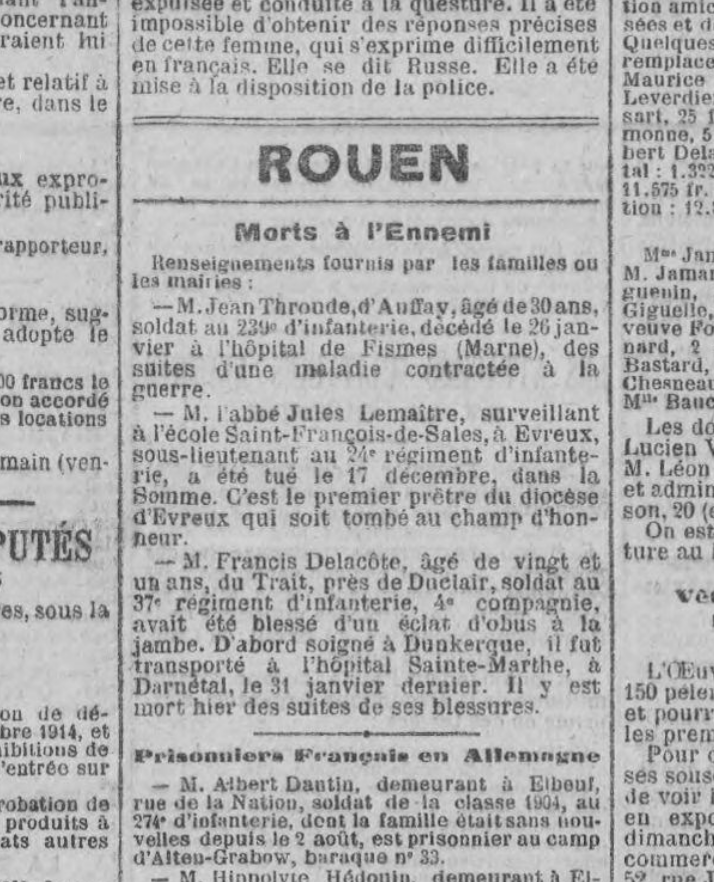
Extrait du Journal de Rouen daté du 5 février 1915, relatant le lendemain la mort du soldat.

Né le 3 août 1893, Delacôte est un soldat de 2e classe du 37e régiment d'infanterie sous le commandement du colonel Lacapelle. Il a été grièvement blessé à la jambe par un éclat d'obus lors des combats en Belgique, et a d’abord été soigné à Dunkerque. Le 31 janvier 1915, il est transféré dans cet hôpital bénévole à Darnétal, pour y recevoir des soins.
Malheureusement, les efforts des médecins n'aboutissent pas, et les obsèques de ce jeune soldat prennent une dimension inattendue. Le Dr.Lemesle, médecin de cet hôpital, décrit son décès en soulignant qu'il est "mort sans proférer une plainte."

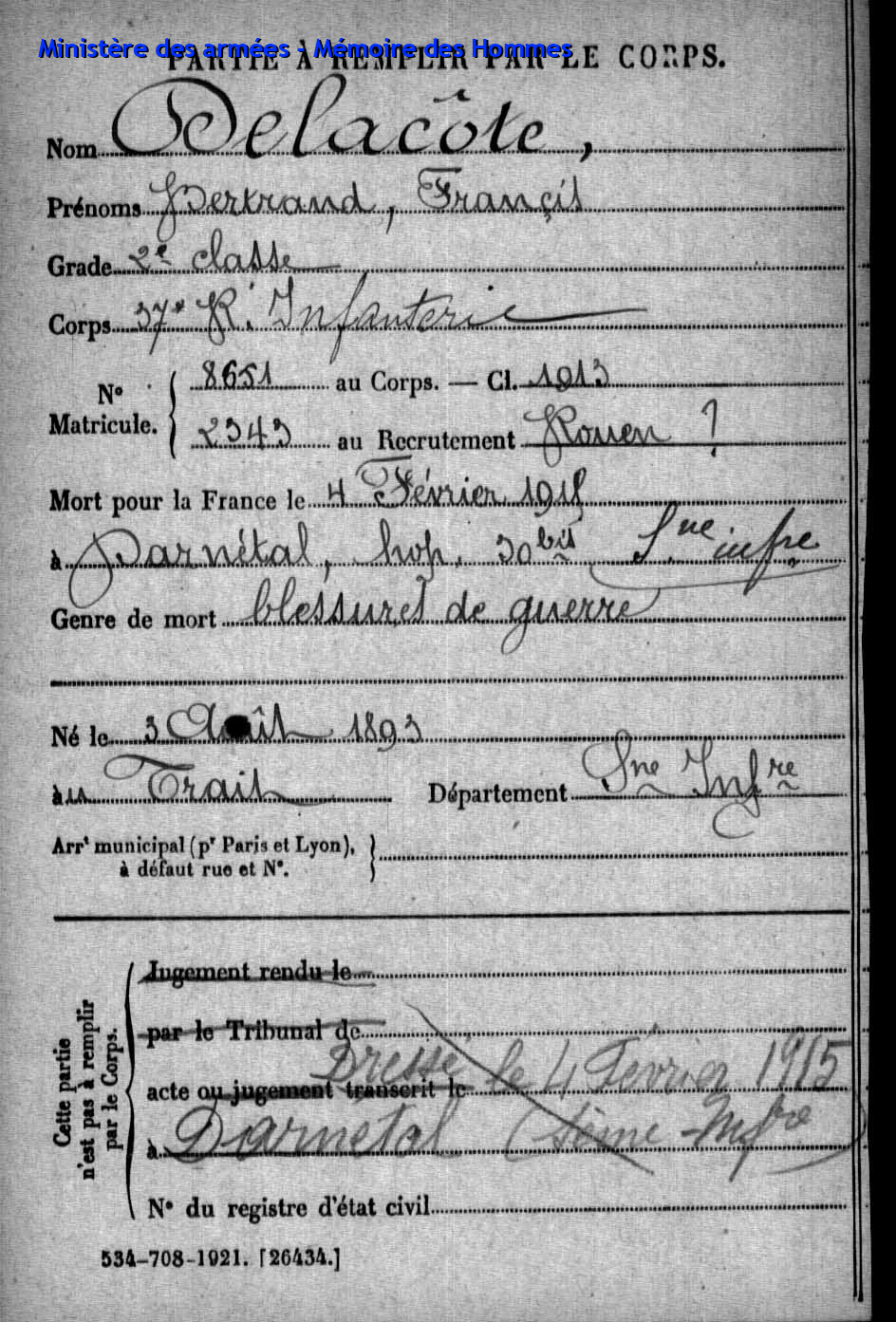
Fiche militaire de décès de Bertrand Francis Delacôte

La sympathie entre les habitants de Darnétal et les patients de l’hôpital se manifeste avec force lors de ses funérailles. La communauté, touchée par sa disparition, organise une collecte pour offrir une couronne, et une autre est apportée par les habitants de la rue Saint-Pierre, conformément à leur tradition lors de décès dans leur voisinage.
Le cercueil, recouvert d’un drapeau tricolore orné de fleurs, est suivi par un cortège impressionnant. Ce dernier comprend des blessés, des écoliers, des orphelines de Sainte-Marthe et des anciens combattants, ainsi que des membres de la municipalité, des ouvriers et du personnel hospitalier, tous réunis pour rendre hommage à Delacôte.
Dans le cimetière du Trait, un monument aux morts est inauguré le 19 septembre 1920, un Gaulois en pierre rendant hommage aux victimes. Delacôte est inscrit en quatrième position sur la liste. Lors de cette cérémonie, M. le doyen de Carville et M. le premier adjoint, agissant en tant que maire, saluent le sacrifice de Delacôte.
Cette histoire a pu être connue par un livre rare rédigé par le Dr. Lemesle en 1917, relatant la vie à l’hôpital bénévole 30 bis à Darnétal, entre 1914 et 1916, dans le chapitre intitulé “Obsèques d’un soldat.”

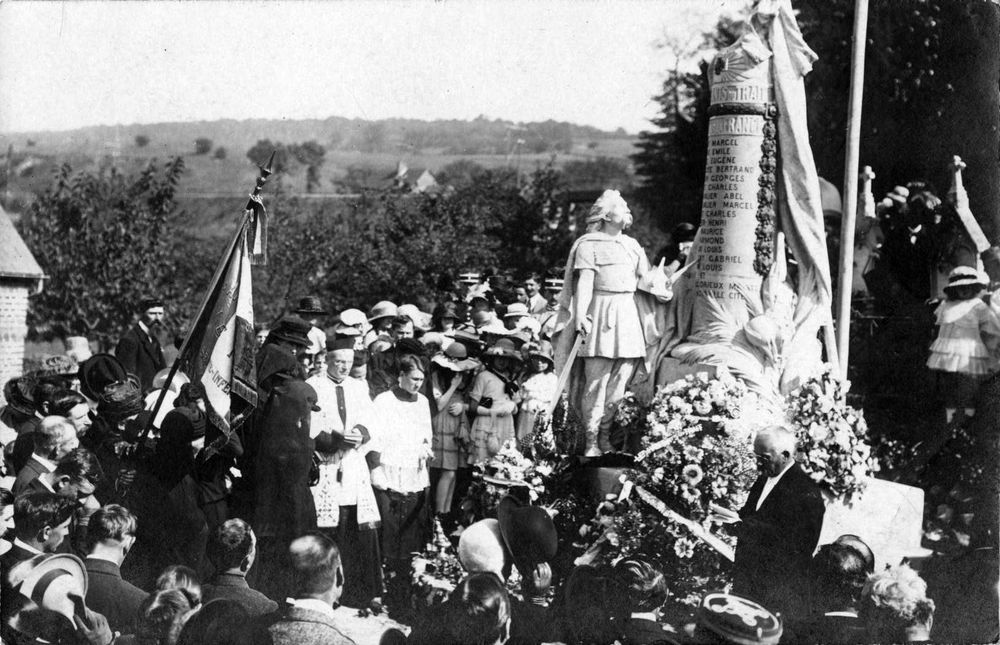
Le 19 septembre 1920, un monument aux morts a été inauguré dans le cimetière du Trait. Ce monument, représentant un Gaulois en pierre, rend hommage aux victimes. Sur la liste des honorés, Delacôte figure en quatrième position.

## Description architecturale

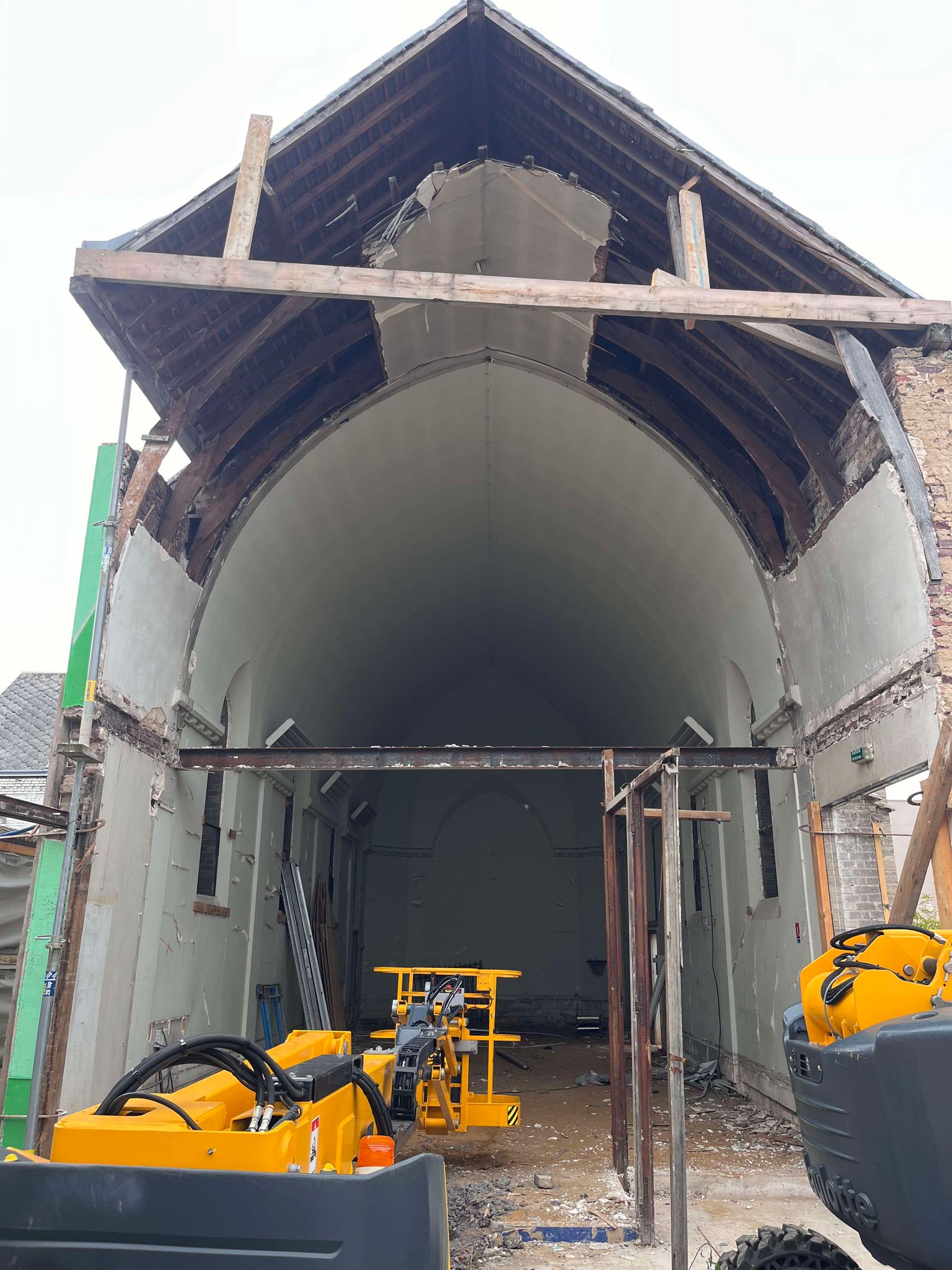
Chapelle de l’ancien orphelinat Sainte-Marthe en 2024

La chapelle de l'orphelinat, désormais située dans la cour de l’ancien établissement, se distingue par son architecture simple. Elle présente une structure à quatre travées et demi, avec un chevet polygonal à trois pans. L’élément notable de cette construction est la dernière travée, plus courte, située à l’est. L’entrée principale de la chapelle se fait par une porte située dans le mur sud, dans la première travée à l’ouest.

## Utilisation actuelle
Si la chapelle n’est plus utilisée pour les offices religieux, et ne faisant pas partie de la paroisse de Darnétal, elle a été conservée structurellement. Bâtiment en cours de restauration depuis 2021, cette chapelle d’orphelinat continue désormais de servir en tant que crèche-garderie, appelée Logis Sainte-Claire.